# Bristol (Floryda)
Bristol – miasto w Stanach Zjednoczonych, w stanie Floryda, w hrabstwie Liberty.